# Biserujka špilja
Die Biserujka špilja ("Perlenhöhle" von biser = Perle), auch als Vitezić-Höhle (Vitezić = Ritterchen) und Slivanjska-Schacht bekannt, ist eine 110 Meter lange und nur 12 Meter unter der Erdoberfläche liegende Tropfsteinhöhle auf der kroatischen Insel Krk. Sie befindet sich in der Gemeinde Dobrinj unmittelbar bei der kleinen Ortschaft Rudine oberhalb der Bucht von Slivanjska. Die Höhle liegt etwas abseits in einer kargen Macchia-Landschaft, die zudem von vielen Dolinen geprägt ist. Heute ist sie als Schauhöhle den Besuchern erschlossen.
Die Höhle mit ihren drei Hallen wurde vor mehr als 100 Jahren entdeckt. 
Zur touristischen Erschließung wurden befestigte Wege und eine elektrische Beleuchtung angelegt sowie der Zugang gesichert. Ein 65 Meter langer Teil der Höhle ist begehbar. Besichtigungen sind nur im Rahmen von Führungen möglich, die während der Urlaubssaison tagsüber etwa alle 15 Minuten stattfinden. 
Die Temperatur in der Höhle beträgt zwischen 13 und 15 Grad. In heißen Sommermonaten und infolge häufiger Öffnungen kann sie auch darüberliegen. 
Die tiefste Stelle der Höhle befindet sich 53 Meter über dem Meeresspiegel. 
Ein Teil der Stalaktiten ist durch souvenirsuchende Besucher beschädigt. Stellenweise sind die Wände verrußt, da die Höhle früher mit Fackeln ausgeleuchtet wurde.

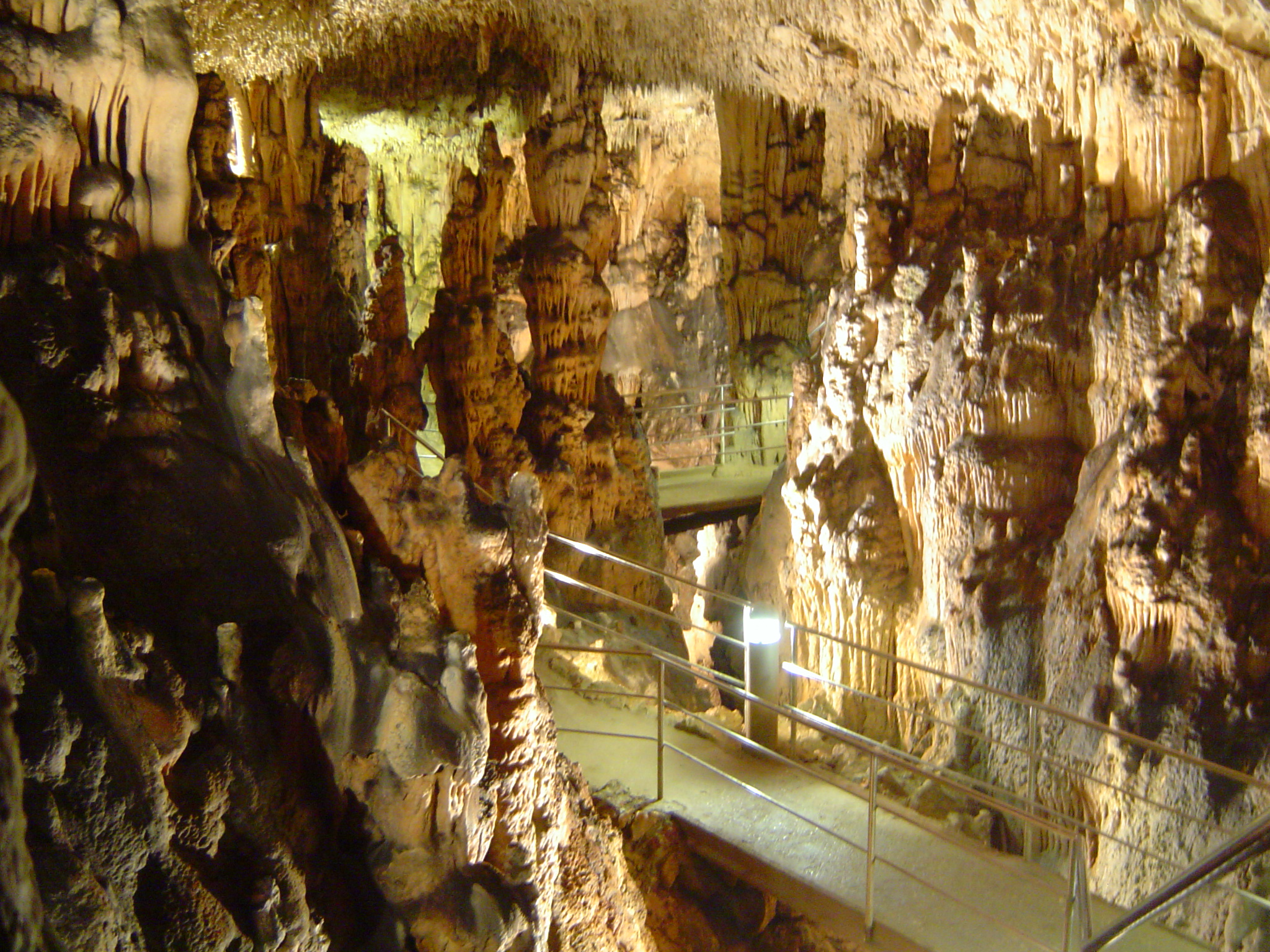
Innenansicht der Höhle

Die hintere Halle hat den Namen „Zypressensaal“, da die Stalagmiten dort Ähnlichkeit mit Zypressen haben.  
Bei der Entdeckung der Höhle um das Jahr 1900 wurde in der Eingangshalle ein ca. 16.000 Jahre altes Skelett eines Höhlenbären gefunden. 
Laut Überlieferungen befindet sich dort ein Schatz eines alten Schmugglers, der bis heute nicht geborgen werden konnte.